# 黃玉蘭摺粉蝨
黃玉蘭摺粉蝨（学名：Aleurotrachelus micheliae）为粉蝨科摺粉蝨屬下的一个种。